# Trachys cupricolor
Trachys cupricolor es una especie de escarabajo del género Trachys, familia Buprestidae. Fue descrita científicamente por Saunders en 1873.
Se distribuye por Japón. La cabeza y el tórax son de color cobre. Élitros de color marrón cobrizo, arrugados, con bandas grises irregulares.